# George Grosz’ Interregnum
George Grosz’ Interregnum ist ein Dokumentar-Kurzfilm von Mort Rabinowitz über den deutsch-amerikanischen Maler, Grafiker, Karikaturisten und Kriegsgegner George Grosz aus dem Jahr 1960. Die Produktion von Altina Schinasi-Carey und Charles Carey war 1961 für einen Oscar nominiert.

## Inhalt
Gezeigt und kommentiert werden Zeichnungen des Künstlers George Grosz, in denen er unter anderem die Brutalität des nationalsozialistischen Systems festhält und anprangert. Die im Zeitraum 1927 bis 1935 entstandenen Zeichnungen wurden Grosz’ Mappe „Interregnum“ entnommen, die er 1935 in New York veröffentlicht hatte. Weitere Arbeiten des Künstlers vervollständigen den Film. Grosz wurde vor allem der Kunstrichtung Neue Sachlichkeit zugerechnet, sein Werk trägt aber auch expressionistische, dadaistische und futurische Züge. In seinen Arbeiten greift Grosz immer wieder soziale Gegensätze auf und kritisiert und verspottet die Herrschenden.
Grosz, der Mitte Januar 1933 in die USA emigrierte, wurde nach der Machtergreifung der Nationalsozialisten am 8. März 1933, neun Tage nach dem Reichstagsbrand, ausgebürgert, als erste und zunächst einzige von 553 sofort erfassten Personen des öffentlichen Lebens. Seine noch in Deutschland verbliebenen Werke wurden von den Nazis als Entartete Kunst eingezogen, billig verscherbelt oder vernichtet.

## Produktionsnotizen, Veröffentlichung
Der Film wurde produziert von der Educational Communications Corp. Altina Schinasi-Carey, die den Film mit ihrem dritten Ehemann Charles Carey zusammen produzierte, war eine ehemalige Schülerin von George Grosz.
Der Film wurde unter dem Titel Germany Between the Wars (deutsch Deutschland: Zwischen den Kriegen) auf Video veröffentlicht. Die Filmakademie nahm ihn 2013 in ihre Sammlung auf.
Am 2. Dezember 2009 wurde George Grosz’ Interregnum in Polen auf dem Camerimage-Film-Festival gezeigt.

### Auszeichnungen
Oscarverleihung 1961
- Nominierung für Charles Carey und Altina Schinasi-Carey in der Kategorie „Bester Dokumentar-Kurzfilm“

San Marco Grand Prix
- Auszeichnung mit dem Grand Prix in der Kategorie „Bester Film der Kunstausstellung“[3]